# Blessed - Il seme del male
Blessed - Il seme del male (Blessed) è un film del 2004 diretto da Simon Fellows e interpretato da Heather Graham.
La pellicola, girata a Bucarest, è dedicata alla memoria di David Hemmings, morto sul set del film il 3 dicembre 2003.

## Trama
Samantha e Craig sono una giovane coppia che attende l'avverarsi del loro più grande desiderio: avere un bambino.
I coniugi si rivolgono ad una importante clinica specializzata nel trattamento con l'inseminazione artificiale e, dopo poco tempo, scoprono di attendere due gemelli.
Ma Samantha comincia a ricevere strani segnali riguardo alla sua gravidanza, avvertimenti che fanno nascere in lei il sospetto che un qualcosa di oscuro sia legato alla futura nascita.
I sogni e i desideri di Samantha si trasformeranno presto in un incubo senza un'apparente via d'uscita.